# Умершие в марте 1996 года
Это список известных людей, соответствующих установленным критериям значимости (см. Википедия:Критерии значимости персоналий), умерших в марте 1996 года.
Причина смерти указывается лишь в исключительных случаях (убийство, самоубийство, гибель в результате военных действий, смертная казнь, ДТП или несчастные случаи). В остальных случаях — не указывается.
- 1 марта — Исаак Лернер (78) — советский и российский педагог.
- 2 марта — Борис Можаев (72) — русский писатель-прозаик.
- 2 марта — Флегонт Показаньев (74) — ветеран Великой Отечественной войны и труда, почетный гражданин города Сургута, Заслуженный работник культуры Российской Федерации.
- 2 марта — Александр Танасейчук (72) — участник Великой Отечественной войны, Герой Советского Союза.
- 3 марта — Мейер Шапиро (91) — влиятельный североамериканский марксистский историк и теоретик искусства, художественный критик литовского происхождения.
- 3 марта — Арсланбек Юлбердин (70) — советский государственный и хозяйственный деятель.
- 4 марта — Сергей Вандышев (76) — советский лётчик-штурмовик, гвардии майор, участник Великой Отечественной войны, Герой Российской Федерации (1994)
- 4 марта — Нелли Сажина (58) — молдавская советская художница по монументальной и станковой керамике.
- 5 марта — Галина Кравченко (91) — советская актриса театра и кино.
- 6 марта — Пётр Захарчук — Герой Российской Федерации.
- 6 марта — Фёдор Кузьмин (26) — Герой Российской Федерации, оперуполномоченный УБОПа при УВД Пермской области, младший лейтенант милиции.
- 6 марта — Дмитрий Цирубин (79) — командир танкового батальона 15-й гвардейской Речицкой танковой бригады, полковник. Герой Советского Союза.
- 7 марта — Пинхас Менахем Альтер (69) — шестой цадик из хасидской династии Гер.
- 7 марта — Сулейман Велиев (79) — один из крупнейших азербайджанских прозаиков, писавших на военные темы.
- 8 марта — Филипп Дибров (80) — полковник Советской Армии, участник Великой Отечественной войны, Герой Советского Союза.
- 8 марта — Сергей Сосов (86) — передовик советского сельского хозяйства.
- 8 марта — Нонна Терентьева (54) — советская актриса.
- 11 марта — Борис Брайнин (Зепп Эстеррайхер) (90) — австрийский и советский немецкоязычный поэт, переводчик поэзии на немецкий язык, полиглот.
- 12 марта — Альфонс Новикс — один из руководителей органов государственной безопасности Латвийской ССР.
- 12 марта — Андрианик Тер-Степаньян (77) — российский конструктор ракетного оружия.
- 13 марта — Борис Ущев — участник Великой Отечественной войны, Герой Советского Союза.
- 13 марта — Кшиштоф Кесьлёвский (54) — польский режиссёр и кинодраматург, номинированный на «Оскар» и «Сезар».
- 14 марта — Пётр Воловиков (77) — организатор сельскохозяйственного производства, дважды Герой Социалистического Труда.
- 14 марта — Григорий Корабельников — российский литературный критик и литературовед.
- 14 марта — Владимир Харитонов (77) — участник Великой Отечественной войны, Герой Советского Союза.
- 15 марта — Анатолий Бритиков (70) — русский советский учёный-литературовед и критик, известный специалист по советской фантастике, доктор филологических наук.
- 16 марта — Иосаф Ладенко (62) — российский учёный, доктор философских наук.
- 17 марта — Рене Клеман (82) (род. 18 марта 1913) — кинорежиссёр, фильмы которого определяли лицо послевоенного французского кинематографа до наступления «Новой волны».
- 17 марта — Яков Рапопорт (97) — советский учёный-медик.
- 18 марта — Лев Озеров (81) — русский поэт и переводчик.
- 19 марта — Спартак Ахметов (58) — советский учёный-геолог, поэт, писатель-фантаст.
- 19 марта — Иван Лобанов (77) — Герой Советского Союза.
- 20 марта — Владимир Брежнев (61) — советский хоккеист. Заслуженный мастер спорта СССР
- 21 марта — Николай Головацкий (84) — председатель колхоза «40 лет Октября» Панфиловского района Алма-Атинской области. Дважды Герой Социалистического Труда
- 21 марта — Николай Усенко (71) — Герой Советского Союза.
- 22 марта — Клод Мориак (81) — французский писатель, сценарист, журналист и литературовед; старший сын Франсуа Мориака.
- 23 марта — Борис Аказёнок (82) — Герой Советского Союза.
- 23 марта — Григорий Дольников (72) — советский лётчик-истребитель Великой Отечественной войны, Герой Советского Союза.
- 23 марта — Павел Желтиков — Герой Советского Союза.
- 23 марта — Николай Серебренников (77) — русский советский артист балета.
- 24 марта — Евгений Осокин (22) — Герой Российской Федерации.
- 24 марта — Трофим Панчешный (88) — Герой Советского Союза.
- 26 марта — Александр Забояркин (70) — участник Великой Отечественной войны. Герой Советского Союза.
- 26 марта — Дэвид Паккард (83) — американский предприниматель, сооснователь компании Hewlett-Packard.
- 26 марта — Эдмунд Маски (81) — американский политик-демократ, сенатор, был губернатором штата Мэн, государственным секретарём США и кандидатом в вице-президенты (1968).
- 27 марта — Александр Арсенюк (85) — участник Великой Отечественной войны. Герой Советского Союза.
- 28 марта — Ханс Блюменберг (75) — немецкий философ.
- 28 марта — Иван Зубарев (87) — Герой Советского Союза.
- 28 марта — Никулин, Виктор Михайлович (27) — корреспондент.
- 29 марта — Афанасий Иванников (81) — Герой Советского Союза.
- 29 марта — Иван Калита (69) — советский спортсмен-конник, олимпийский чемпион 1972 года.
- 29 марта — Пётр Ошмарин (78) — советский и российский биолог (гельминтолог), доктор биологических наук, профессор.
- 29 марта — Николай Парийский (95) — советский астроном и геофизик.
- 29 марта — Николай Худяков (82) — Герой Советского Союза.
- 30 марта — Николай Козин (73) — советский военачальник, генерал-майор Советской Армии.